# Mont Huon Military Cemetery
Mont Huon Military Cemetery is een Britse militaire begraafplaats met gesneuvelden uit de Eerste en Tweede Wereldoorlog, gelegen in de Franse gemeente Le Tréport (departement Seine-Maritime). 
De begraafplaats ligt aan de Rue Jacques Sorre op 1.600 m ten zuiden van het centrum (Église Saint- Jacques). Ze werd ontworpen door Reginald Blomfield en heeft een langwerpig, nagenoeg parallellogramvormig grondplan. Aan de straatzijde wordt ze afgebakend door een natuurstenen muur, afgedekt met witte dekstenen. De toegang bestaat uit een tweedelig metalen hek tussen witte stenen zuilen. De andere zijden worden afgebakend met boordstenen en een haag. Het Cross of Sacrifice staat centraal in het voorste deel van het terrein en de Stone of Remembrance staat tegen de noordoostelijke muur in de tweede helft van het terrein. Achteraan vormt een muur in witte kalksteen over bijna de hele breedte van het terrein een optische grens van de begraafplaats. In het midden van deze muur bevindt zich een technische ruimte. 
De begraafplaats wordt onderhouden door de Commonwealth War Graves Commission en bevat 2.348 doden.

## Geschiedenis
Tijdens de Eerste Wereldoorlog was Le Tréport een belangrijk hospitaalcentrum. In juli 1916 waren er drie algemene ziekenhuizen gelegerd: het 3rd, 16th en de 2nd Canadian, het No.3 Convalescent Depot (hersteloord) en het Lady Murray's B.R.C.S. Hospital. Het 7th Canadian, 47th en de 16th USA General Hospitals werden er later ingericht. In maart 1919 waren alle ziekenhuizen gesloten. Toen de oorspronkelijke militaire begraafplaats in Le Tréport volzet was, werd het noodzakelijk om de nieuwe site in Mont Huon te gebruiken. 
Er liggen nu 2.119 slachtoffers van het Gemenebest uit de Eerste 1Wereldoorlog waaronder 1.832 Britten, 120 Canadezen, 124 Australiërs, 33 Nieuw-Zeelanders, 9 Zuid-Afrikanen en 1 Indiër. Er liggen ook 222 Duitse slachtoffers uit deze oorlog.
Er liggen ook 7 Britse slachtoffers uit de Tweede Wereldoorlog begraven. 

## Graven
- Ellen Frances Davidson was verpleegster bij de Queen Alexandra's Imperial Military Nursing Service en overleed op 25 december 1939.

Onderscheiden militairen
- Malcolm McNeill, luitenant-kolonel bij de Argyll and Sutherland Highlanders werd onderscheiden met de  Companion of St. Michael and St. George en de Distinguished Service Order (CMG, DSO).
- Claude Swanwick Worthinton, luitenant-kolonel bij het Manchester Regiment werd tweemaal onderscheiden met de Distinguished Service Order en eenmaal met de Territorial Decoration (DSO and Bar, TD).
- de majoors Raymond Douglas Belcher en Thomas James Merrick, beide dienend bij de Royal Field Artillery werden onderscheiden met de Distinguished Service Order en het Military Cross (DSO, MC). Laatstgenoemde werd ook nog het Croix de Guerre (France) verleend.
- de majoors William Gardner Maxwell (Gordon Highlanders) en Sydney Arthur Kellagher (Royal Field Artillery); de kapiteins Arthur Bracton Bagley (Royal Dublin Fusiliers), Thomas Frederick (Norfolk Regiment), Henry James Perceval Creagh (Suffolk Regiment), Alfred Cecil Edwards (Royal Army Medical Corps) en Stanley Howson Brocklebank (Canadian Infantry); de luitenants John Miller (Argyll and Sutherland Highlanders), Bruce William Dresser (Royal Field Artillery) en Geoffrey Beville Shone (Royal Flying Corps); de onderluitenants Harry Thornburn Parrish (Dorsetshire Regiment) en L.G. Drury (King’s Own Yorkshire Light Infantry); sergeant-majoor Francis McGraw (Australian Infantry, A.I.F.) werden onderscheiden met het Military Cross (MC).
- sergeant George William Taylor (Australian Engineers) werd onderscheiden met Distinguished Conduct Medal en de Military Medal (DCM, MM).
- onderluitenant John Brass (Army Service Corps), compagnie sergeant-majoor William Henry George Deeks (Royal Fusiliers), de korporaals Charles George Frost (East Yorkshire Regiment) en James Archer (King’s Own Yorkshire Light Infantry) en soldaat James William Lowe (Durham Light Infantry) werden onderscheiden met de Distinguished Conduct Medal (DCM).
- sergeant Federick Wallis (Royal Engineers) en kanonnier Ernest Franklin (Royal Field Artillery) werden onderscheiden met de Meritorious Service Medal (MSM).
- sergeant Jack Everard Burns Croker en soldaat Charles Glen werden tweemaal onderscheiden met de Military Medal (MM and Bar).
- nog 61 militairen werden onderscheiden met de Military Medal (MM).

Minderjarige militairen
- Albert Edward Dixon (Mercantile Marine) was kok op het hospitaalschip Morning Star en slechts 15 jaar toen hij stierf.
- Henry Charles Batty (Canadian Infantry), Albert Ezekiel Hotchkin (Canadian Railway Troops), Samuel Connell (Royal Engineers), Reginald Deane Pinnell (Wiltshire Regiment) en Frederick Wood (London Regiment (Royal Fusiliers) waren 17 jaar toen ze stierven.

AliassenNegen  militairen dienden onder een alias:
- William Small als W. Graham bij de Gordon Highlanders.
- William Hayes als William Aspin bij de Australian Infantry, A.I.F..
- Samuel George Coombes als S. George bij de Queen's Own (Royal West Kent Regiment).
- Charles Edward Fitzhenry als William Doyle bij de Australian Infantry, A.I.F..
- Clarence Mitchell Lukyn als C. Mitchell bij de Queen's Own (Royal West Kent Regiment).
- Robert Still als Robert Stevenson bij de Highland Light Infantry.
- Everard Francis Sylvester Frauenfelder als Bo Frauenfelder bij de Australian Infantry, A.I.F..
- James Donovan als J. Murphy bij de Royal Welsh Fusiliers.
- Edward Ernest Davies als Edward Scott bij de Australian Infantry, A.I.F..